# Microrégion de Santa Maria
La microrégion de Santa Maria est une des microrégions du Rio Grande do Sul appartenant à la mésorégion du Centre-Ouest du Rio Grande do Sul. Elle est formée par l'association de treize municipalités. Elle recouvre une aire de 11 736,324 km2 pour une population de 373 105 habitants (IBGE - 2005). Sa densité est de 31,8 hab./km2. Son IDH est de 0,824 (PNUD/2000).

## Municipalités[1]
- Cacequi
- Dilermando de Aguiar
- Itaara
- Jaguari
- Mata
- Nova Esperança do Sul
- Santa Maria
- São Martinho da Serra
- São Pedro do Sul
- São Sepé
- São Vicente do Sul
- Toropi
- Vila Nova do Sul

## Microrégions limitrophes
- Santiago
- Restinga Seca
- Cachoeira do Sul
- Campanha méridionale
- Campanha centrale
- Campanha occidentale